# احتشامیه
احتشامیه با نام کنونی «راستوان»، خیابانی در محله دروس تهران و واقع در شهرستان شميرانات است. میدان و خیابان احتشامیه در ضلع جنوبی اختیاریه در امتداد پاسداران  واقع شده‌ است.  حدود صد سال پیش دکتراحتشام در این منطقه دارای زمین زراعتی، خانه و حسینیه بوده و به خاطر  نام او احتشامیه خوانده می‌شود.

## خطوط حمل و نقل عمومی
در این محله خط اتوبوس ۲۲۵ پایانه تجریش به پایانه شهیددستواره از شمال محله یعنی خیابان شهیدکلاهدوز (دولت) واز ضلع شرقی محله یعنی خیابان پاسداران خط ۲۱۵ سوهانک به سه راه ضرابخانه (تقاطع خیابان شریعتی و پاسداران در تلاقی بزرگراه همت و زین الدین) مسافران را جا به جا می‌نماید. در حال حاضر علاوه بر این دو خط از ضلع شمال شرقی محله در چهارراه پاسداران دسترسی به پایانه مغان امکان‌پذیر می‌باشد.